# Branca de Artésia
Branca de Artésia (em francês:  Blanche, em castelhano:  Blanca; Arras-en-Lavedan, 1248 — Paris, 2 de maio de 1302), foi rainha consorte de Navarra como esposa de Henrique I. Ela foi regente de sua filha Joana I de Navarra, de 1274 a 1284, também reinando sobre os condados de Brie, Champanhe, Meaux e Troyes.

## Família
Branca foi a filha do Conde Roberto I de Artésia e de Matilde de Brabante.  Era irmã integral de Roberto II de Artésia, e tinha vários irmãos por parte de mãe apenas.

## Biografia

### Primeiro casamento
Branca se casou com Henrique I de Navarra por dispensa papal antes de fevereiro de 1269. 
No ano seguinte se tornou Rainha de Navarra e Condessa de Champanhe. O rei Henrique morreu em Pamplona, em 22 de julho de 1274, e foi enterrado na Catedral de Pamplona.

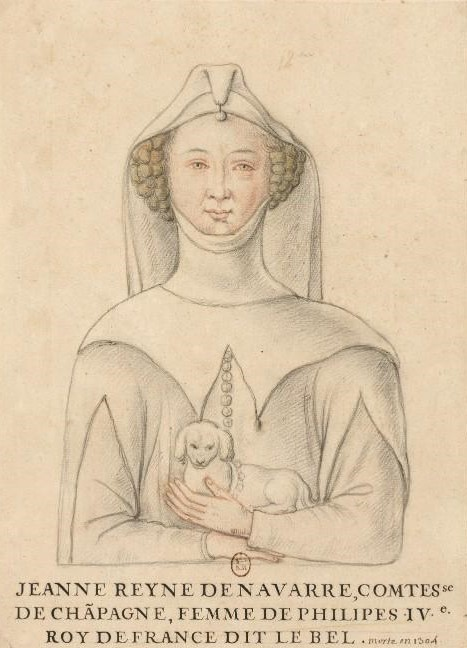
Joana I de Navarra, Soberana de Navarra.

### Segundo casamento
Se tornou a segunda esposa de Edmundo de Lencastre, 1.° Conde de Lencastre, filho de Henrique III de Inglaterra e Leonor da Provença, com quem se casou em Paris, em 3 de fevereiro de 1276.
Edmundo morreu em Bayonne, em 5 de junho de 1296, e foi enterrado na Abadia de Westminster, em Londres.
Branca faleceu em Paris, na data de 2 de maio de 1302, tendo sido enterrada no Convento de Minoresses, em Londres.

## Descendência
De seu primeiro casamento:
- Teobaldo (c. 1270 - 1273), morreu ao três anos de idade ao cair do parapeito do Castelo de Estella;
- Joana I de Navarra (14 de janeiro de 1273 - 31 de março de 1305), Rainha Soberana de Navarra, Condessa de Champanhe, e Rainha de França por seu casamento com Filipe IV de França, em 16 de agosto de 1284. Foram pais de três reis de França e Navarra: Luís X, Filipe V e Carlos IV, assim como de Isabel, Rainha de Inglaterra, também conhecida como Loba da França, Senhora da Irlanda e Duquesa da Aquitânia, como esposa de Eduardo II de Inglaterra. Ela depôs o próprio marido, e reinou por um tempo ao lado do amante, Rogério Mortimer, 1.º Conde de March.

De seu segundo casamento:
- Tomás, 2.° conde de Lencastre (c. 1278 - 22 de março de 1322), casou-se com Alice de Lacy, suo jure 4.° Condessa de Lincoln, 5.° Condessa de Salisbury, em 28 de outubro de 1294. Com a morte dos pais de Alice, ele se tornou jure uxoris Conde de Lincoln e Salisbury. O casal não teve filhos, e, em 1317, Alice foi sequestrada de sua casa em Canford Magna, por um cavaleiro chamado de Richard de St Martin, a serviço de João de Warenne, 7.° conde de Surrey, o que resultou no divórcio entre os dois;
- Henrique, 3.º Conde de Lencastre (c. 1281 – 22 de setembro de 1345), marido de Matilde de Chaworth, filha de Patrick de Chaworth, Senhor de Kidwelly e Isabel de Beauchamp, com quem se casou em antes de 2 de março de 1296 ou 1297. Teve sete filhos, entre eles Henrique de Grosmont, 1.º Duque de Lancaster, Duque de Lencastre, Conde de Derby, Leicester e Lencastre, Lord High Steward e Cavaleiro da Ordem da Jarreteira, como fundador da Ordem e seu segundo cavaleiro, abaixo apenas de Eduardo, o Príncipe Negro, filho de Eduardo III de Inglaterra;
- João de Lencastre (14 de maio de 1286 - 1327), Senhor de Beaufort (atualmente Montmorency-Beaufort e de Nogent-l’Artaud. Antes de julho de 1312, se tornou o segundo marido de Alice de Joinville, filha de João de Joinville e Alice de Reynel. Não tiveram filhos.

Através de sua neta Isabel, Rainha de Inglaterra, Branca é ancestral de Eduardo III de Inglaterra, pai de Eduardo, o Príncipe Negro, pai de Ricardo II de Inglaterra, que não teve descendência.
Branca também é ancestral de Joana II de Navarra, Rainha Soberana de Navarra, filha de seu neto Luís X de França. Pela linhagem de Joana: Carlos II de Navarra, Maria de Navarra, Branca de Navarra, Rainha Consorte de França, entre outros.
Através de Henrique de Grosmont, 1.º Duque de Lancaster, pai de Branca de Lencastre que era casada com o filho de Eduardo III de Inglaterra, João de Gante, seu sangue aparece na Família Real Portuguesa, sendo Filipa de Lencastre, consorte de Portugal, filha de João e Branca, tendo ela gerado o herdeiro ao trono, Duarte I de Portugal, da Dinastia de Avis, pai de Leonor de Portugal, Imperatriz do Sacro Império Romano-Germânico, que era mãe do Imperador Maximiliano I de Habsburgo, cujo filho era Filipe I de Castela, rei jure uxoris, pai de rainhas de França, Portugal, Dinamarca, Hungria e de Carlos I de Espanha, também Imperador.